# Каратай (Павлодарская область)
Каратай (каз. Қаратай) — село в Успенском районе Павлодарской области Казахстана. Село является административным центром Каратайского сельского округа. Расположено вблизи российско-казахстанской границы в 94 км к северу от Успенки и в 187 км к северо-востоку от Павлодара. Код КАТО — 556439100.

## История
Село было основано в 1920 году. С 1928 года входило в состав Цюрупинского района, с 1935 года — Лозовского района, с 1964 года — Успенского района. В 1929 году был организован колхоз имени Кагановича, в 1938 году за результаты работы колхоз был награждён дипломом ВДНХ 2 степени.
В 1951 году произошло объединение колхозов: «Маяк» (село Кузнецкое), имени Кагановича (Каратай), «Жана-Жол» (Байгара), имени 1 Мая (Сагандык) — в колхоз имени Кагановича, который в 1957 году был переименован в колхоз «Маяк». В июле 1953 года председателем колхоза был избран К. М. Клушев, проработавший на этой должности до 1990 года. За этот время колхоз дважды награждался дипломом ВДНХ 2 степени, получил премию ВДНХ — грузовую автомашину ЗИС-5 и библиотеку на сумму 20 тысяч рублей. Около 80 человек были награждены государственными наградами.
В 1996 году произошло реформирование колхоза «Маяк».

## Население
В 1985 году в Каратае жили 1235 человек. В 1999 году население села составляло 796 человек (419 мужчин и 377 женщин). По данным переписи 2009 года, в селе проживало 415 человек (208 мужчин и 207 женщин).